# Eishöhle von Monlési
Die Eishöhle von Monlési (französisch: Glacière de Monlési) ist eine Höhle im Schweizer Kanton Neuenburg auf dem Gemeindegebiet von Val-de-Travers in der Schweiz. 
Der Grund der Höhle ist mit einer meterdicken Eisschicht bedeckt, insgesamt enthält die Höhle fast 10'000 m³ Eis. In den 1950er Jahren wurde das Eis industriell abgebaut und im Umland verkauft. Heute ist die Eishöhle ein Naturschutzgebiet.